# Glossophaga longirostris
Glossophaga longirostris (Miller, 1898) è un pipistrello della famiglia dei Fillostomidi diffuso in America meridionale e nei Caraibi.

## Descrizione

### Dimensioni
Pipistrello di piccole dimensioni, con la lunghezza totale tra 52 e 80 mm, la lunghezza dell'avambraccio tra 35 e 41,4 mm, la lunghezza della coda tra 4 e 18 mm, la lunghezza del piede tra 8,5 e 15 mm, la lunghezza delle orecchie tra 11 e 20 mm e un peso fino a 16 g.

### Aspetto
Le parti dorsali variano dal marrone al bruno-nerastro, mentre le parti ventrali variano dal giallo-brunastro al bruno-grigiastro. Il muso è allungato, con una foglia nasale piccola, lanceolata e con la porzione anteriore fusa al labbro superiore, che è circa della stessa lunghezza di quello inferiore. Sul mento è presente un solco longitudinale contornato da cuscinetti carnosi con i bordi dentellati. Le orecchie sono piccole, triangolari e ben separate tra loro. Le ali sono attaccate posteriormente sulle caviglie. La coda è relativamente corta ed inclusa completamente nell'uropatagio. Il cariotipo è 2n=32 FNa=60.

## Biologia

### Comportamento
Si rifugia di giorno in piccoli gruppi fino a 20 individui all'interno di grotte, gallerie, canali d'irrigazione, fessure rocciose, cavità degli alberi e in edifici. Effettua la muta annualmente tra giugno e novembre.

### Alimentazione
Si nutre di frutta, polline, nettare di specie di cactus e di Moraceae e talvolta di qualche insetto. Cerca cibo solitariamente.

### Riproduzione
Danno alla luce un piccolo alla volta due volte l'anno dopo una gestazione di circa tre mesi. Femmine gravide sono state osservate da dicembre ad aprile e da giugno ad ottobre, mentre femmine che allattavano sono state osservate in tutti i mesi dell'anno eccetto febbraio. 

## Distribuzione e habitat
Questa specie è diffusa nella parte centro-settentrionale dell'America meridionale e in alcune delle isole caraibiche più meridionali.
Vive in foreste spinose aride, foreste decidue e sempreverdi e nelle savane.

## Tassonomia
Sono state riconosciute 7 sottospecie:
- G.l.longirostris: Colombia settentrionale e Venezuela nord-occidentale;
- G.l.campestris (Webster & Handley, 1986): Venezuela centrale e orientale, Guyana meridionale e stato brasiliano settentrionale di Roraima;
- G.l.elongata (Miller, 1900): Aruba, Bonaire, Curaçao;
- G.l.major (Goodwin, 1958): isola di Trinidad, Venezuela centro-settentrionale e centrale, Isla Margarita e Colombia centro-orientale;
- G.l.maricelae (Soriano, Fariñas, & Naranjo, 2000): Stato venezuelano di Merida;
- G.l.reclusa (Webster & Handley, 1986): Valle Magdalena, nella Colombia centrale;
- G.l.rostrata (Miller, 1913): isole di Tobago, Saint Vincent e Grenadine e Grenada.

## Conservazione
La IUCN Red List, considerati i continui problemi sulla sua tassonomia come l'assenza di informazioni recenti sul suo areale, i requisiti ecologici e le eventuali minacce, classifica G.longirostris come specie con dati insufficienti (DD).